# Lôi Địa Dự

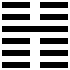
Đồ hình quẻ Lôi địa dự

Quẻ Lôi Địa Dự, đồ hình:::|:: còn gọi là quẻ Dự (豫 yu4), là quẻ thứ 16 trong Kinh Dịch.
- Nội quái là ☷ (::: 坤 kun1) Khôn hay Đất (地).
- Ngoại quái là ☳ (|:: 震 zhen4) Chấn hay Sấm (雷).

Giải nghĩa: Duyệt dã. Thuận động. Dự bị, dự phòng, canh chừng, sớm, vui vầy. Thượng hạ duyệt dịch chi tượng: tượng trên dưới vui vẻ.